# Байловский сельсовет
Байловский сельсовет — сельское поселение в Пичаевском районе Тамбовской области Российской Федерации.
Административный центр — село Байловка 2-я.

## История
Статус и границы сельского поселения установлены Законом Тамбовской области от 17 сентября 2004 года № 232-З «Об установлении границ и определении места нахождения представительных органов муниципальных образований в Тамбовской области».

## Население
| 2010  | 2012  | 2013  | 2014  | 2015  | 2016  | 2017  |
| ----- | ----- | ----- | ----- | ----- | ----- | ----- |
| 1601  | ↘1580 | ↘1545 | ↘1498 | ↘1469 | ↘1443 | ↘1410 |
| 2018  | 2019  | 2020  | 2021  |       |       |       |
| ↘1371 | ↘1347 | ↘1333 | ↗1336 |       |       |       |

## Состав сельского поселения
| № | Населённый пункт    | Тип населённого пункта       | Население |
| - | ------------------- | ---------------------------- | --------- |
| 1 | Байловка 1-я        | село                         | ↘76       |
| 2 | Байловка 2-я        | село, административный центр | ↘688      |
| 3 | Волхонщина          | село                         | ↘360      |
| 4 | Каменный Умёт       | посёлок                      | ↘177      |
| 5 | Красное лесничество | посёлок                      | 53        |
| 6 | Октябрьский         | посёлок                      | ↘240      |
| 7 | Пичинка             | деревня                      | 4         |
| 8 | Ульяновский         | посёлок                      | 3         |